# 秋田県道59号男鹿半島線
秋田県道59号男鹿半島線（あきたけんどう59ごう おがはんとうせん）は、秋田県男鹿市を通る県道（主要地方道）である。

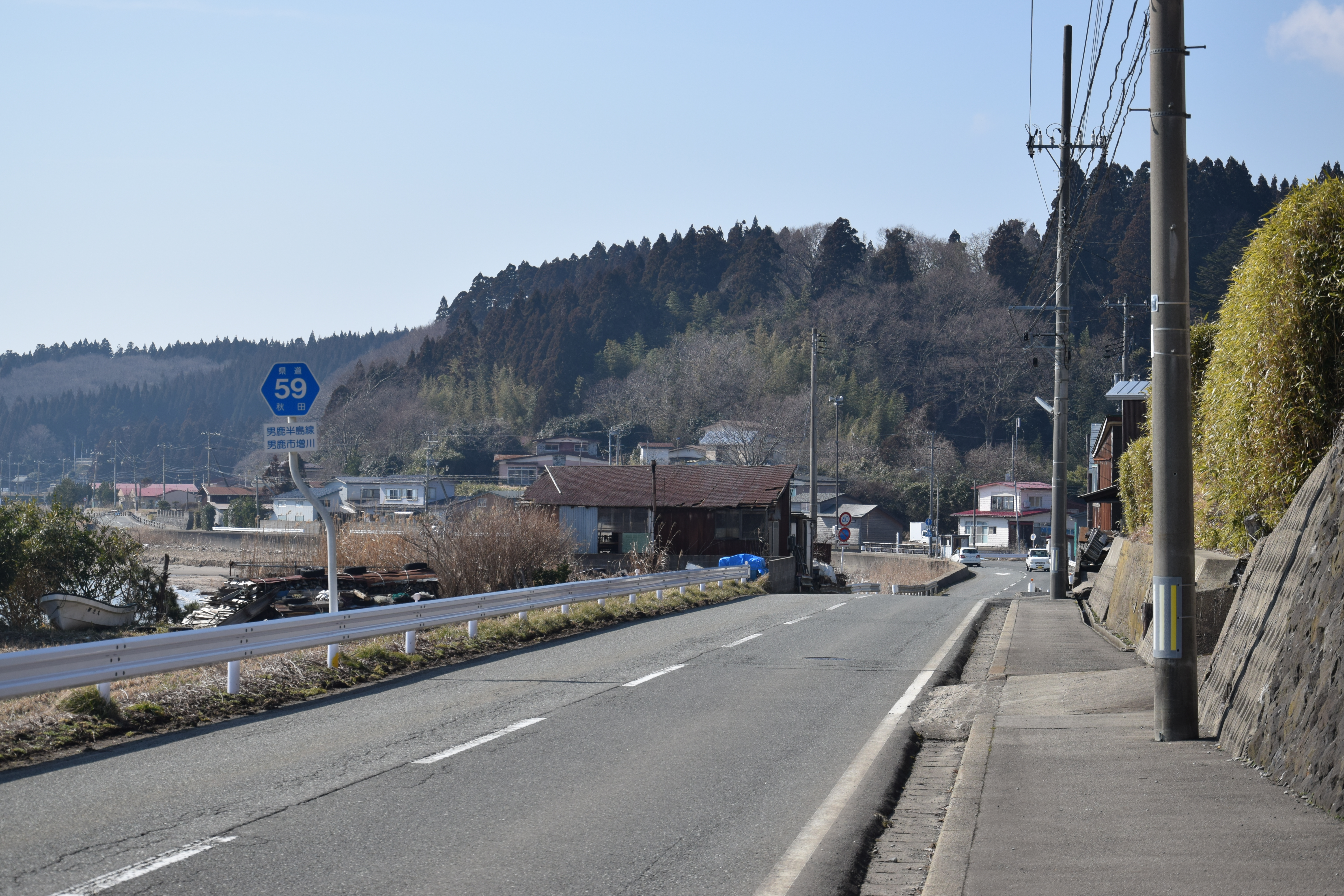
男鹿市船川港増川にて（2019年）

## 概要

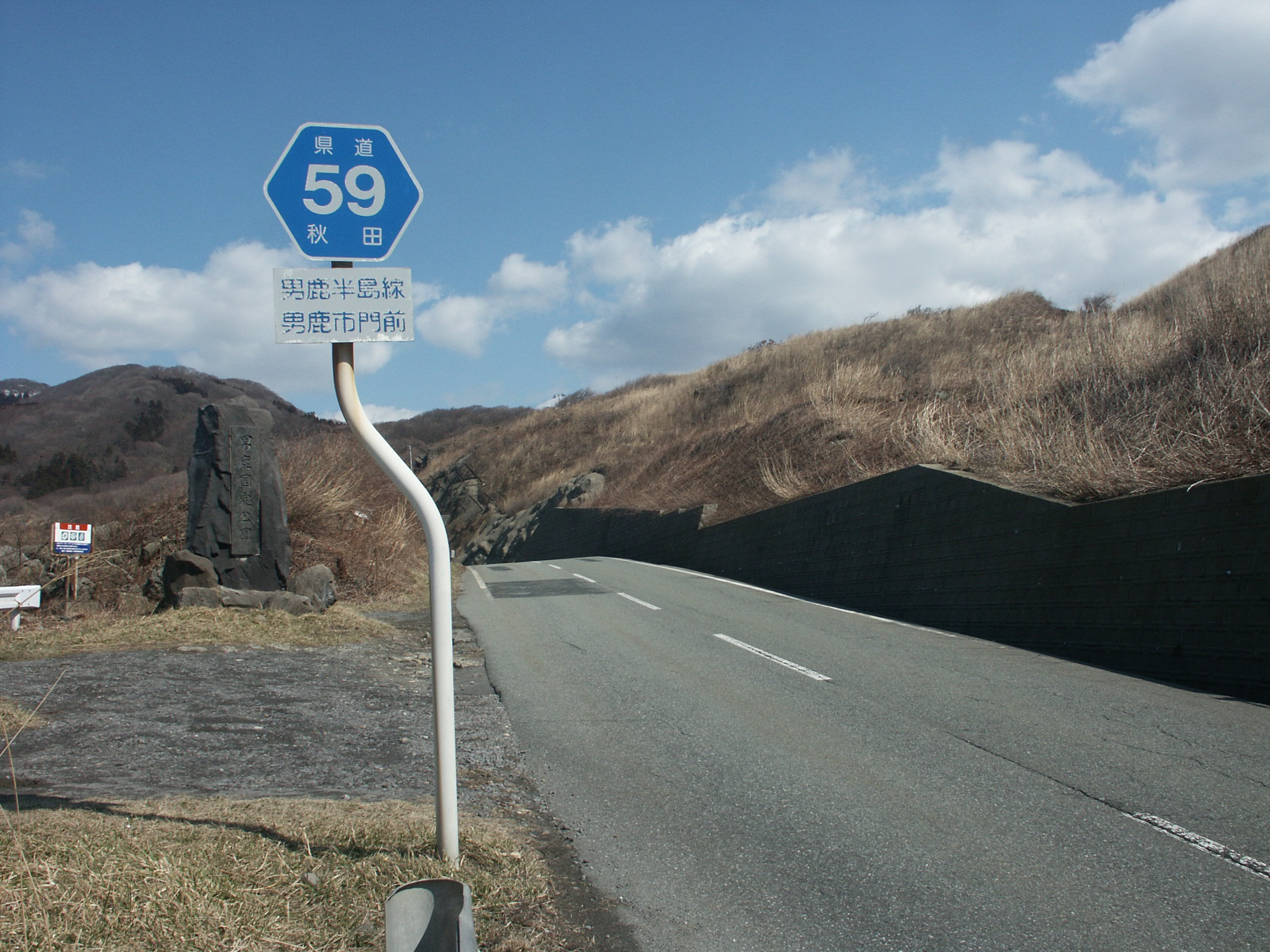
男鹿市門前付近

男鹿市北浦西黒沢の男鹿温泉郷付近の秋田県道55号入道崎寒風山線から分岐し、半島を戸賀湾まで縦断する。戸賀湾の南西部秋田県立男鹿水族館（通称GAO）周辺からは、男鹿市中心部（男鹿市船川港）まで日本海の海岸に沿っておおむね南東または東方向へ向い、男鹿半島を周回するルートである。JR東日本 男鹿線 男鹿駅前を通過し、羽立駅の南で国道101号と交差後に、終点で再び国道101号に合流する。

### 路線データ
- 総延長 : 40.134 km[2]
- 実延長 : 40.091 km[2]
- 起点 : 秋田県男鹿市北浦西黒沢穴の沢46番20（秋田県道55号入道崎寒風山線交点）[3]
- 終点 : 秋田県男鹿市脇本脇本字大石館47番2地先（国道101号交点）[4][5]
- 未供用区間 : なし[2]

## 歴史
- 1970年（昭和45年）12月1日：有料道路大桟橋有料道路が開通[6]。
- 1991年（平成3年）4月1日：有料道路 大桟橋有料道路が無料開放される。[要出典]
- 1993年（平成5年）5月11日 - 建設省から、県道湯本加茂船川港線と県道秋田男鹿線の一部が男鹿半島線として主要地方道に指定される[7]。
- 1994年（平成6年）4月1日：秋田県道に認定される[3]。
- 2010年（平成22年）11月26日：男鹿市船川港比詰字羽立（国道101号交点）から脇本脇本字稲荷下（終点・国道101号交点）までを国道101号と路線の入れ替えをし、それまで国道101号だった区間を当路線の現道として終点の位置を男鹿市脇本脇本字大石館に変更する[5]。

## 路線状況
当県道の一部区間は大桟橋有料道路だったが、1991年4月1日に無料開放された。

### 重複区間
- 秋田県道226号脇本脇本停車場線（男鹿市脇本脇本字竹ケ崎 - 男鹿市脇本脇本字大石館）、約1.0 km[2]

### バイパス
- 戸賀バイパス
- 生鼻崎第二トンネル

### 冬期閉鎖区間
- なし[8]

### 交通不能区間
- なし[9]

## 地理
途中の秋田県道121号入道崎八望台北浦線と交差する付近は、県道121号をトンネルで交差する戸賀バイパスが開通し、県道59号の現道を市道に指定替えしたことにより、県道59号と県道121号とは直接接続しなくなった。県道121号と接続するには市道（旧県道59号）を経由する必要がある。

### 交差する道路
| 施設名           | 接続路線名                              | 備考              | 所在地                                                         |
| ---------------- | --------------------------------------- | ----------------- | -------------------------------------------------------------- |
|                  | 秋田県道55号入道崎寒風山線              | 起点 県道55号起点 | 男鹿市北浦西黒沢                                               |
| 船川港船川交差点 | 秋田県道160号男鹿停車場線               | 県道160号終点     | 男鹿市船川港船川栄町北緯39度53分7.41秒 東経139度50分50.44秒    |
|                  | 国道101号                               |                   | 男鹿市船川港比詰北緯39度53分56.24秒 東経139度51分51.13秒       |
|                  | 秋田県道226号脇本脇本停車場線           |                   | 男鹿市脇本脇本字竹ケ崎北緯39度54分53.53秒 東経139度53分54.72秒 |
|                  | 国道101号 秋田県道226号脇本脇本停車場線 | 終点              | 男鹿市脇本脇本字大石館                                         |

### 沿線の施設
- 秋田県立男鹿水族館GAO
- 赤神神社五社堂
- 秋田県立男鹿海洋高等学校
- 男鹿郵便局
- JR東日本 男鹿線 男鹿駅
- 男鹿市役所
- JR東日本 男鹿線 羽立駅・脇本駅